# Cleora epiclithra
Cleora epiclithra är en fjärilsart som beskrevs av Fletcher 1967. Cleora epiclithra ingår i släktet Cleora och familjen mätare. Inga underarter finns listade i Catalogue of Life.